# Siegfried (opera)
 For alternative betydninger, se Siegfried. (Se også artikler, som begynder med Siegfried)
Siegfried er den tredje af de fire operaer, der udgør Der Ring des Nibelungen af Richard Wagner. Den fik premiere i Bayreuther Festspielhaus den 16. august 1876, som en del af den første komplette opførelse af Ringen. 

## Roller
| Rolle                  | Stemmetype | Originalbesætning, 16. august 1876 (Dirigent: Hans Richter) |
| ---------------------- | ---------- | ----------------------------------------------------------- |
| Siegfried              | Tenor      | Georg Unger                                                 |
| Mime                   | Tenor      | Karl Schlosser                                              |
| Der Wanderer           | Basbaryton | Franz Betz                                                  |
| Alberich               | Baryton    | Karl Hill                                                   |
| Fafner                 | Bas        | Franz von Reichenberg                                       |
| Waldvogel (Skovfuglen) | Sopran     | Marie Haupt                                                 |
| Erda                   | Alt        | Luise Jaide                                                 |
| Brünnhilde             | Sopran     | Amalie Materna                                              |

## Synopsis

### Første akt
Dværgen Mime, Alberichs bror, er ved at smede et sværd i sin hule i skoven. Han er opsat på at erobre den ring, der giver magt over hele verden, og har opdraget Siegfried, der skal dræbe dragen Fafner, der vogter ringen, for ham. Han har brug for et sværd, men den unge mand har brudt hver en klinge, han har fremstillet. Siegfried vender tilbage fra sin vandring i skoven og kræver at vide noget om sit ophav. Mime må da nødtvungent forklare, hvordan han tog Siegfrieds mor, Sieglinde, der var gravid med Siegfried, ind. Hun døde under fødslen, men gav Mime de knækkede stykker af Nothung. Siegfried beder ham smede sværdet. 
Siegfried går og efterlader Mime i største fortvivlelse: Hans evner rækker ikke til at reparere Nothung. En gammel mand, der er guden Wotan i forklædning, banker da på døren og præsenterer sig som Der Wanderer. Han beder om Mimes gæstfrihed, men sætter til gengæld sit hoved ind på, om han kan besvare tre spørgsmål, som det står Mime frit for at formulere. Dværgen går ind på legen for at blive sin uvelkomne gæst kvit. Han anmoder Wanderer at nævne de racer, der lever under jorden, på jordoverfladen og i himlen. Wanderer giver de korrekte svar, som er hhv. nibelungerne, kæmperne og guderne. Mime beder da gæsten gå, men Wanderer kræver nu, at dværgen satser sit eget hoved på samme måde. Wanderer beder ham nævne den race som Wotan elskede mest af alle, men behandlede hårdest, navnet på det sværd, som kan slå Fafner, og den person, der kan smede sværdet. Mime kan besvare de to første spørgsmål: Vølsungerne og Nothung. Men han er ikke i stand til at besvare det sidste. Wotan fortæller da nådigt Mime, at kun "den, der ikke kender frygt" kan smede Nothung, hvorefter han forlader Mime med en trussel om, at denne person så kan få Mimes hoved. 
Siegfried vender tilbage og er irriteret over Mimes manglende fremskridt. Mime opdager, at Siegfried er "den, der ikke kender frygt": Medmindre han kan lære ham frygten at kende, vil Siegfried dræbe ham i overensstemmelse med Wanderers forudsigelse. Han fortæller Siegfried, at frygten er en nødvendighed. Da Siegfried er ivrig efter at erfare den, lover Mime at lade ham opleve den ved at bringe ham ud til Fafner. Da Mime ikke var i stand til at smede Nothung, beslutter Siegfried sig for at gøre det selv. I mellemtiden brygger Mime en forgiftet drik til Siegfried, som han vil give ham, når dragen er blevet nedkæmpet. Da Siegfried har smedet sværdet, viser Siegfried sin styrke ved at sønderdele ambolten i dværgens hule med det.

### Anden akt
Der Wanderer kommer til indgangen af Fafners hule, hvor Alberich holder vagt. De gamle fjender genkender hurtigt hinanden. Alberich praler med sine planer om at genvinde ringen og herske over verden. Wotan fortæller roligt, at han ikke agter at blande sig, men blot vil observere. Han tilbyder endda at vække Fafner, så Alberich kan forhandle med ham. Alberich advarer dragen om, at der er en helt på vej, som vil bekæmpe den og tilbyder at forhindre kampen, hvis han må få ringen. Fafner afviser Alberichs tilbud og lægger sig til at sove. Wotan trækker sig tilbage blade og Alberich sætter sig til at vente. 
Ved daggry ankommer Siegfried og Mime. Mime forholder sig afventende, mens Siegfried konfronterer dragen. Mens Siegfried venter på, at dragen skal komme frem, bemærker han en skovfugl i et træ. Han bliver gode venner med den og forsøger at efterligne fuglens sang med en fløjte, men det mislykkedes. Han spiller da en melodi på sit horn, hvilket bringer Fafner ud af sin hule. Efter en kort udveksling kæmper de, og Siegfried dræber dragen med Nothung.
I sine sidste øjeblikke erfarer Fafner Siegfrieds navn og beder ham passe på forræderi. Da Siegfried trækker sit sværd ud af dragens krop, får han drageblod på sine hænder og putter dem instinktivt i munden. Ved at smage blodet finder han ud af, at han kan forstå skovfuglens sang. Den siger, at han skal tage ringen og hjelmen fra Fafners skat. Uden for hulen skændes Alberich og Mime højlydt om skatten. Alberich gemmer sig, da Siegfried kommer ud af hulen. Mime hilser så Siegfried, som klager over, at han endnu ikke har lært at frygte. Mime tilbyder ham den forgiftede drink, men drageblodet har gjort ham i stand til at læse Mimes forræderiske tanker, hvorfor Siegfried i stedet slår ham ihjel. 
Skovfuglen fortæller så om en kvinde, der sover på en klippe omgivet af en mægtig ild. Siegfried, der gad vide om han kan lære at frygte fra denne kvinde, tager derfor af sted til bjerget. 

### Tredje akt
Wanderer viser sig på vejen til Brünnhildes klippe og påkalder Erda, jordens gudinde. Erda er forvirret og ikke i stand til at tilbyde nogen gode råd. Wotan fortæller hende, at han ikke længere frygter gudernes endeligt, ja, at det endda er hans ønske. Hans arv skal gå til vølsungen Siegfried og Wotans og Erdas barn, Brünnhilde. Erda synker tilbage i jorden. 
Siegfried kommer, og Wanderer spørger den unge ud. Siegfried, der ikke genkender sin bedstefar, svarer uforskammet og går videre på sin vej, men Wanderer spærrer ham vejen. Siegfried slår da Wotans spyd i stykker med et slag fra Nothung. Wotan samler stumperne op og forsvinder. 
Siegfried træder ind gennem den ring af ild, der omgiver Brünnhilde på klippen. Ved første blik tror han, at skikkelsen i panser er en mand, men da han fjerner rustningen, finder han en kvinde nedenunder. Da han pludselig ikke ved, hvad han skal gøre, oplever Siegfried omsider frygten. I desperation kysser han 
Brünnhilde, hvilket vækker hende fra sin lange søvn. Omend hun tøver i starten, overvindes Brünnhilde af Siegfrieds kærlighed og giver afkald på gudernes verden. Sammen hylder de "leuchtende Liebe, lachender Tod" (lysende kærlighed, leende død").

## Udvalgte uddrag
Det hyppigst opførte uddrag fra Siegfried er skovmusikken fra anden akt. 
Andre kendte uddrag omfatter:
- Forspillet til første akt
- Siegfrieds smedesang (Nothung! Nothung! Neidliches Schwert!) fra første akt
- Forspillet til tredje akt
- Brünnhildes opvågnen (Heil dir, Sonne!) fra tredje akt

## Eksterne links
- Richard Wagner – Siegfried. Et galleri med historiske postkort med motiver fra Richard Wagners operaer.
- Partitur
- Libretto
- New York Times om Washington National Operas nye opsætning af Siegfried